# Kieler Woche

Zeilwedstrijd tijdens de Kieler Woche in 2003

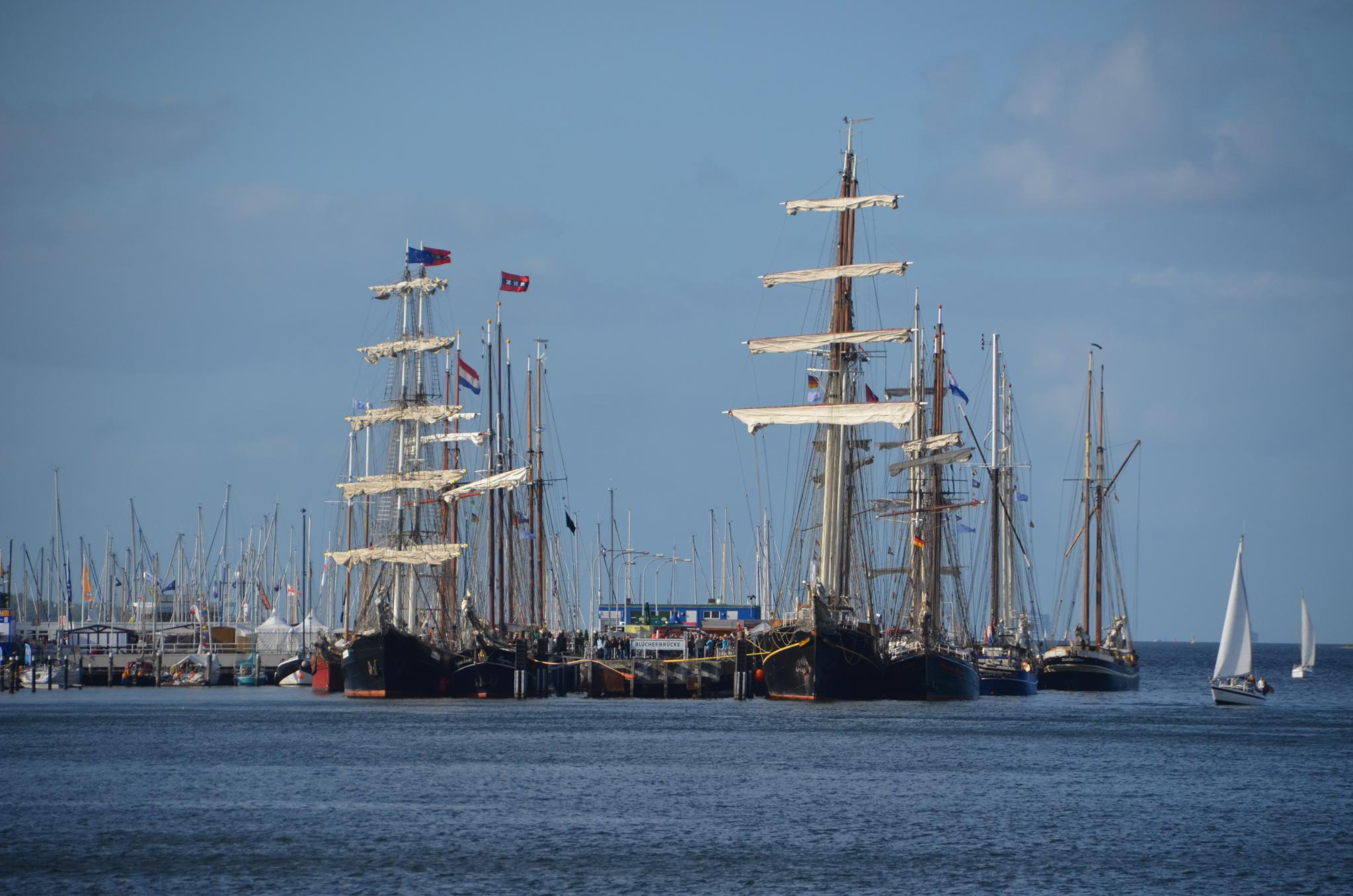
Deelnemers aan de Windjammerparade in 2013

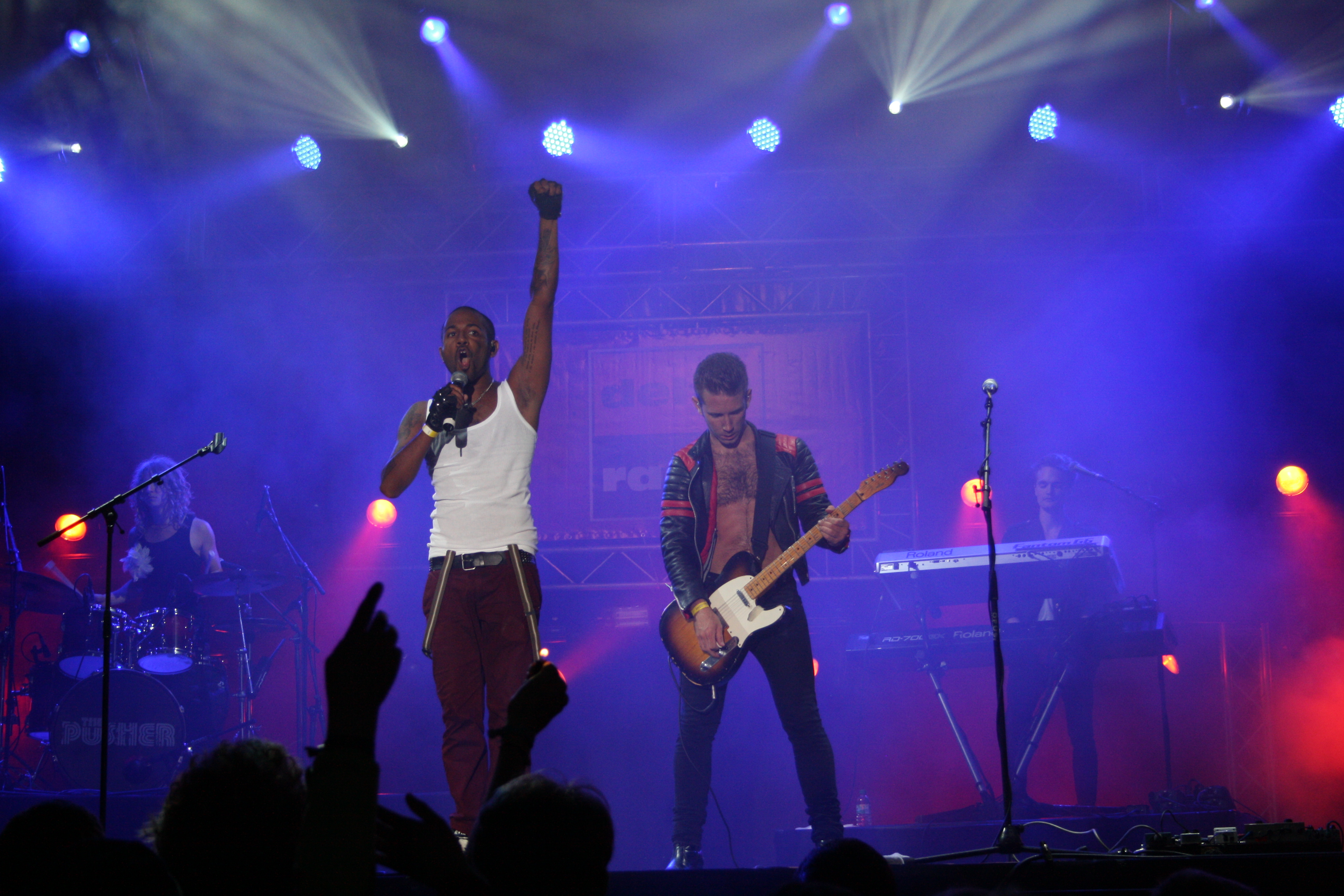
De Zweedse band 'The Pusher' op het festival in 2011

De Kieler Woche is een jaarlijks terugkerend zeilevenement in Kiel. Het is het grootste zeilevenement ter wereld en tevens een van de grotere volksevenementen van Duitsland. Elk jaar komen meer dan drie miljoen bezoekers naar de stad voor de wedstrijden en alle overige activiteiten.
De Kieler Woche vindt elk jaar plaats in de laatste volle week van juni en begint officieel op de voorafgaande zaterdag. De eerste editie vond plaats in 1882, toen 20 zeiljachten een zeilwedstrijd hielden, hoewel pas in 1894 voor het eerst de naam Kieler Woche gebruikt werd.

## Zeilwedstrijden
Zo'n 5000 zeilers uit meer dan 50 landen nemen het tegen elkaar op in ongeveer 2000 boten. De zeilraces vinden plaats in tientallen nationale en internationale zeilbootklassen. Hieronder bevinden zich ook de huidige Olympische zeilklassen, onder auspiciën van de International Sailing Federation (ISAF). Een overwinning tijdens de Kieler Woche staat hoog aangeschreven in de zeilwereld en trekt dan ook vele zeilers uit de internationale top. Veel van de wedstrijden vinden plaats vanuit het Olympisch complex en de bijbehorende haven in het stadsdeel Schilksee. Ook zijn er veel kleinere (zeil)activiteiten in het Kieler Fjord en langs de Kiellinie, de promenade.

## Festival
De kern van de Kieler Woche blijven de zeilwedstrijden, maar het is in de laatste decennia tevens uitgegroeid tot een groot volks- en muziekfestival. Internationale en lokale bands spelen op openbare podia verspreid over de hele stad, afgewisseld met straatartiesten en komedie. Een ander maritiem hoogtepunt is de Windjammerparade, die sinds 1998 jaarlijks wordt gehouden op de laatste zaterdag van het evenement. Meer dan honderd historische zeiljachten en stoomboten, en honderden andere jachten nemen hieraan deel, evenals diverse marineschepen uit andere landen. De Kieler Woche eindigt traditioneel met de Sternenzauber über Kiel, een twintig minuten durende vuurwerkshow boven het Kieler Fjord.
Sinds 1948 wordt jaarlijks een festivalposter- en huisstijl ontworpen. Een jury maakt een selectie van ontwerpers, en nodigt hen uit om hieraan deel te nemen. Deze uitnodiging wordt gezien als een grote eer, want de ontwerpwedstrijd geniet een goede reputatie en veel ontwerpen zijn bekroond met nationale en internationale prijzen.